# 查尔斯·金
查尔斯·金（英語：Charles King，1911年12月6日—2001年7月19日），英国前男子自行车运动员。他曾代表英国参加1936年夏季奥林匹克运动会自行车比赛，获得男子4000米团体追逐赛铜牌。